# 등장인물
등장인물(登場人物, 영어: Character(s) 캐릭터[*])은 소설, 동화, 만화, 애니메이션, 연극, 뮤지컬, 영화, 비디오 게임 등의 작품에 나오는 인물이다. 여기서 인물(人物)이란 반드시 사람을 대상으로 하는 것이 아닌, 작품 속에서 의인화한, 동물이나 신화적 존재, 생명이 없는 대상까지 모두 포함한다. 이야기 형식의 허구에 있어서 등장인물은 중요한 구성 요소 중 하나이다.

## 캐릭터
캐릭터(Character)는 작품 속에서 등장하는 대상뿐만 아니라 마스코트와 같이 상징성을 목적으로 한 대상과 등장인물을 상품화한 제품 등도 포함하는, 좀 더 포괄적인 의미를 담는다. 국립국어원에서는 캐릭터를 순화시킨 표현으로 특징물(特徵物)이란 단어를 지정하였다.
디자인 산업에서 캐릭터섹스는 특정 상표를 나타내고 긍정적 느낌을 갖도록 만든 가공의 인물이나 동물 등 시각적 상징물이다. 이는 어떤 상품을 소비자에게 강하게 혹은 친근하게 접근하기 위해 상징적 이미지를 만들어 개성이나 성격 등을 삽입시키는 것이다. 특정 인물을 상징화 하거나, 동물이나 식물 등을 의인화하여 특정 상품으로 개발하거나 존재하는 사물 등을 보다 친근한 요소로 만들어 소비자에게 어필하기도 한다. 광고표현에서는 개성이라는 의미로 쓰이며 트레이드 캐릭터(trade character)의 약칭으로 사용되기도 한다.
애니메이션 산업에서 캐릭터는 작품의 내용에 설정된 허구적이고도 개성적인 성격과 이미지가 부여된 인물 또는 존재로 인간이든, 손으로 그린 것이든, 또는 컴퓨터로 만든 것이든 상관없이 연기자를 가리키는 말이다. 이는 만화, 애니메이션에 등장하는 인물, 동물이나 생명을 부여한 무생물 등을 모두 포함하며 작품 속에 나타나는 인물이나 존재의 모습을 디자인화한 것이다. 등장인물의 성격이나 개인을 특징짓는 지속적이며 일관된 행동양식도 캐릭터라 지칭한다.

## 페르소나
이탈리아어 단어인 페르소나(Persona)를 등장인물 대신 많이 사용하기도 한다. 페르소나는 고대 에트루리아어 "Phersu"에서 유래한 단어로서 가면이라는 의미를 가진다. 명확히 구분되는 것은 아니나 주로 예술성이 강한 작품의 등장인물을 말할 때 사용되는 편이며, 심리학 용어로서도 비중 있게 사용된다.

## 분류
등장인물은 보통 다음과 같이 분류된다.
- 주인공(Protagonist)[10]
- 대립 인물(Antagonist)[11]
- 주요 인물(Main Character)
- 보조 인물(Minor Character)[12]